# Placotettix unicornis
Placotettix unicornis är en insektsart som beskrevs 1988 av Reinhard Remane och Silke Meyer-Arndt utifrån ett specimen funnet i Tunisien. Arten ingår i släktet Placotettix och familjen dvärgstritar. Inga underarter finns listade i Catalogue of Life.